# The Great Gig in the Sky
"The Great Gig in the Sky" là ca khúc của ban nhạc Pink Floyd nằm trong album thứ năm của họ, The Dark Side of the Moon, được phát hành vào năm 1973. Ca khúc này có phần góp giọng đặc biệt của ca sĩ Clare Torry. Ca khúc thường được coi là thành tựu xuất sắc nhất của nghệ sĩ keyboard Richard Wright.

## Sáng tác

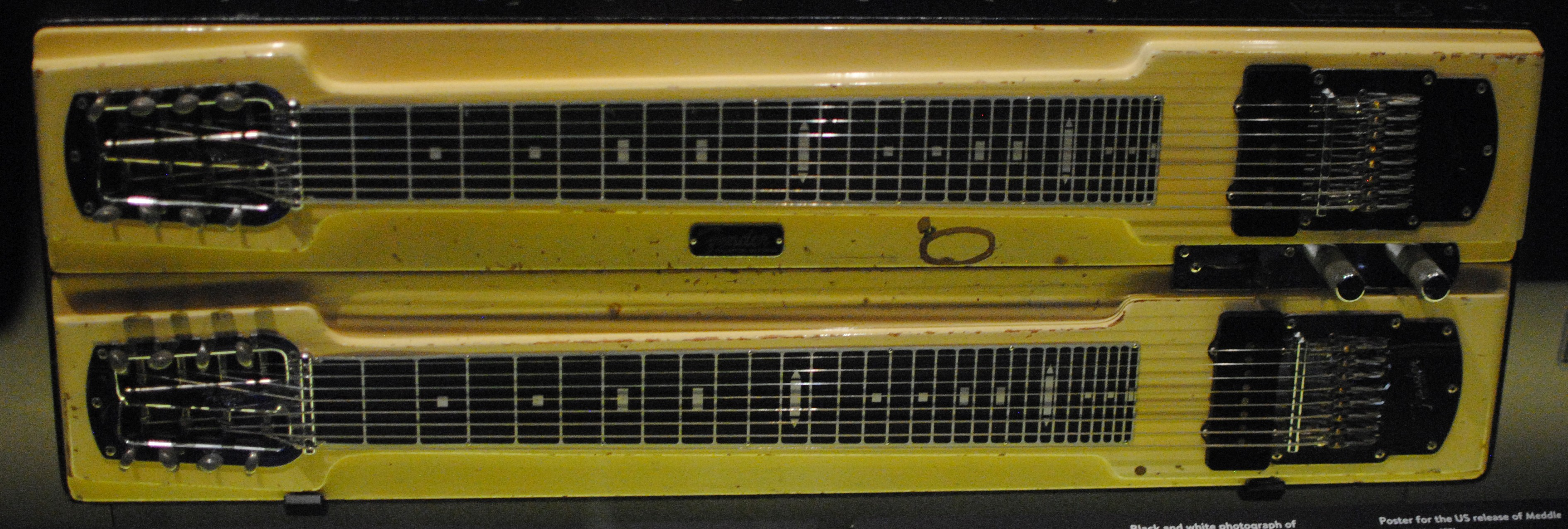
Cây đàn lap steel Fender 'Duo 1000' (1962) hai cần được Gilmour mua tại Seattle vào tháng 10 năm 1970, được sử dụng trong ca khúc "The Great Gig in the Sky".

Ca khúc bắt đầu với những hợp âm của Wright, vốn tổng hợp từ ca khúc trước đấy có tên "The Mortality Sequence" hay "The Religion Song". Trong tour diễn năm 1972 của The Dark Side of the Moon (trước khi album được thu âm), ca khúc chỉ đơn giản bao gồm giai điệu organ đi cùng với phần đọc Kinh thánh cùng nhiều trích đoạn nhỏ của Malcolm Muggeridge – một cây viết người Anh có những quan điểm khá bảo thủ về tôn giáo. Theo thời gian, phần nhạc cụ chính sử dụng dần được chuyển từ piano thành organ. Rất nhiều hiệu ứng được bổ sung, trong đó có cả đoạn hội thoại của các phi hành gia NASA trên trạm vũ trụ không gian, tuy nhiên đều không làm họ thỏa mãn. Cuối cùng, chỉ khoảng 2 tuần trước khi chính thức hoàn chỉnh album, Pink Floyd quyết định chọn một giọng nữ "rên rỉ" để dẫn dắt giai điệu cho phần nhạc làm nền.

### Đóng góp của Torry
Khi ban nhạc tìm kiếm ca sĩ nữ, kỹ thuật viên Alan Parsons gợi ý cho họ Clare Torry – nhạc sĩ và ca sĩ 25 tuổi rất tiềm năng. Parsons trước đó từng làm việc với Torry, và đặc biệt thích chất giọng của cô trong sản phẩm album biên tập các ca khúc hát lại. Nhân viên của Abbey Road Studios liên lạc với Torry và thu xếp để cô tới thu âm ngay trong buổi chiều, nhưng cô không tỏ vẻ hào hứng. Torry không phải người hâm mộ ban nhạc Pink Floyd, và cô còn có vài kế hoạch khác trong ngày, mà sau này cô kể lại, là đi gặp Chuck Berry. Vậy nên, kế hoạch được dời xuống ngày Chủ nhật.
Ban nhạc hoàn thiện phần nhạc không lời cho Torry, rồi họ đề nghị một số yêu cầu với cô để bổ sung phần hát. Ban đầu, Torry có phần choáng váng với đòi hỏi của nhóm, nhưng cô lại rất thích thú khi mình có cơ hội góp giọng như một nhạc cụ. Cô thu âm hoàn chỉnh 2 ấn bản, và bản thứ 2 có nhiều cảm xúc hơn bản đầu tiên. David Gilmour đề nghị thu thêm bản thứ 3, nhưng khi được một nửa thì Torry dừng lại khi cảm thấy rằng cô đang lặp lại và cô đã làm những gì tốt nhất có thể. Ấn bản album tổng hợp lại cả ba ấn bản. Các thành viên của Pink Floyd ấn tượng sâu sắc với phần trình diễn của Torry, nhưng vẫn luôn giữ quan điểm rằng cô chưa thể hiện hết được bản thân mình và phần hát không thể được lựa chọn vào sản phẩm cuối cùng. Torry chỉ thực sự biết rằng các bản thu của mình được sử dụng khi cô nhìn thấy The Dark Side of the Moon bày bán trên kệ với tên mình trong phần sản xuất.

### Thu âm
Wright nói về việc sáng tác ca khúc: "Đơn giản là tôi đang chơi trong phòng thu với vài hợp âm. Dave và Roger tới và nói: "Hmm... hay đấy. Có thể chúng ta sẽ dùng chúng cho album sắp tới." Vậy nên, tôi đi ra góc khác và cố phát triển nó. Tôi viết phần giai điệu cho nó, và ở đó có vài đoạn ngắn với phần hát của Clare Torry – giọng hát tuyệt vời đó. Chúng tôi cần thứ gì đó để lấp đầy đoạn ngắn ấy, và cô ấy tới hát."
Waters nhớ lại: "Đó là thứ mà Rick đã viết từ trước. Đó là một chuỗi hợp âm hoàn hảo. "The Great Gig in the Sky" và phần piano của "Us and Them" dưới con mắt của tôi, là sản phẩm hoàn hảo nhất của Rick – cả hai đều vô cùng đẹp. Và Alan gợi ý Clare Torry cho chúng tôi. Tôi không biết một chút nào về cô ấy hay ý tưởng cần một giọng hát rên rỉ là của ai. Một ngày nọ Clare tới phòng thu, và chúng tôi nói: "Không hề có ca từ ở đây, vì nó nói về cái chết, không có một chút gì để hát cả, thưa cô." Tôi nghĩ cô ấy hoàn thiện chỉ trong 1 lần thử. Và chúng tôi thốt lên: "Wow, vậy là xong rồi đó. Đây 60 bảng của cô đây.""
Parsons nhận xét về lựa chọn của mình: "Cô ấy vừa mới hoàn thiện một album biên tập. Tôi vẫn luôn nhớ cách cô ấy hát "Light My Fire". Tôi thấy cô ấy có chất giọng tốt. Khi mọi chuyện xảy tới, ban nhạc vò đầu và than vãn: "Ai mà dám hát cái đoạn này chứ?" Vậy nên tôi bảo "Tôi có ý này – tôi biết một cô gái." Cô ấy tới, và chỉ vài giờ sau đó là hoàn tất. Cô ấy nói với tôi rằng cô không được hát bất cứ một từ nào. Khi cô mới bắt đầu, cô buột miệng nói "Oh yeah baby" và vài thứ giống như vậy, nên cô phải kiềm chế lại mình. Thực tế không có sự hướng dẫn nào cả – chỉ một mình cô cảm nhận nó."
Gilmour nói: "Clare không thực sự thuộc ê-kíp. Cô ấy tới vì Parsons. Chúng tôi muốn để cô gái vào trong đó hát, gào thét tới cực điểm. Alan từng làm việc với cô, nên chúng tôi muốn cô thể hiện. Và cô ấy thật tuyệt diệu. Chúng tôi có động viên cô ấy chút ít. Chúng tôi có dành cho cô chút gợi ý: "Có thể cô sẽ thích đoạn này một cách nhỏ nhẹ, đoạn khác ồn ào hơn." Có lẽ cô ấy đã làm khoảng 5 lần, và sau đó chúng tôi tổng hợp thành bản hoàn thiện lắp ghép từng đoạn nhỏ. Nó không được hoàn thiện chỉ trong 1 lần thu.".
Bản thân Torry nhớ lại: "Tôi bước tới, đeo tai nghe và cất những từ đầu tiên "Ooh-aah, baby, baby – yeah, yeah, yeah" và họ kêu lên "Không không, chúng tôi không muốn vậy. Nếu cần vậy thì chúng tôi đã nhờ tới Doris Troy rồi." Và họ nói "Hãy thử những nốt dài hơn" và tôi bắt đầu thử. Tới lúc đó, tôi bắt nhịp được với phần nhạc nền [...] vậy nên tôi nghĩ "Cõ lẽ mình nên thể hiện như một nhạc cụ", và tôi nói "Hãy bật ca khúc lại lần nữa". Một trong những kỷ niệm đáng nhớ nhất đó là tính cân bằng của chiếc tai nghe. Alan đã tạo nên những âm thanh tuyệt vời với giọng của tôi; vang, song không quá vang. Khi tôi khép mắt lại – như tôi vẫn thường làm thế – nó như bao bọc tôi vậy; một giọng ca tuyệt hảo, đối với một ca sĩ, luôn luôn tạo cảm hứng."
Chris Thomas được Alan Parsons mang tới phòng thu để hỗ trợ chỉnh âm, nhớ lại rằng họ có mặt khi album đang ở trong quá trình đầu tiên của việc chỉnh âm. Trong DVD Classic Albums: Pink Floyd – The Making of The Dark Side of the Moon, rất nhiều thành viên của nhóm nhớ lại rằng họ có ca khúc trong tay nhưng không rõ phải xử lý như thế nào. Wright nhớ lại rằng sau khi thu âm xong, Torry còn tỏ ý xin lỗi vì phần hát của mình cho dù ban nhạc thực sự ấn tượng với phần trình diễn của cô.

### Những trích dẫn sử dụng
Vài câu trích dẫn từ các đoạn phỏng vấn được Pink Floyd thực hiện trước đó được sử dụng trong cấu trúc và nội dung ca khúc:
(Tại 0:38) "Và tôi không hề sợ hãi trước cái chết. Khi nó tới, tôi không quan tâm. Tại sao tôi lại phải sợ hãi trước cái chết? Không có lý do gì phải như vậy – rồi ai cũng phải tới lúc đó."
— Gerry O'Driscoll, bảo vệ phòng thu Abbey Road Studios
(Tại 3:33, nhỏ dần) "Tôi chưa bao giờ nói rằng mình phải sợ cái chết."
— Patricia 'Puddie' Watts, vợ của quản lý di chuyển của ban nhạc – Peter Watts

## Vụ kiện quyền tác giả
Năm 2004, Torry kiện Pink Floyd và hãng EMI về bản quyền sáng tác ca khúc khi cho rằng "Great Gig in the Sky" là phần đồng sáng tác giữa cô và Richard Wright. Ngoài ra, cô còn giữ bằng chứng mình được trả lương cho buổi thu âm ngày chủ nhật với giá 30 £. Năm 2005, trước khi vụ việc bị đưa ra Tòa Phúc thẩm, một thỏa thuận hòa giải đã được thống nhất giữa các bên. Cho dù chi tiết của thỏa thuận không được tiết lộ, mọi ấn phẩm kể từ sau năm 2005 đều được ghi sáng tác chung của Richard Wright và Clare Torry.

## Thành phần tham gia sản xuất
- Richard Wright – piano, Hammond organ.
- David Gilmour – pedal steel guitar.
- Roger Waters – bass.
- Nick Mason – trống, định âm.
- Clare Torry – hát chính.

## Trình diễn trực tiếp
Pink Floyd trình diễn ca khúc này từ năm 1972 trong giai đoạn phôi thai của nó với nhan đề "The Mortality Sequence" và không có phần hát của Clare Torry. Sau khi hoàn thiện, "The Great Gig in the Sky" được trình diễn trực tiếp trong những giai đoạn 1973–1975 và 1987–1994. Trong tour diễn 1974–1975, Gilmour chơi cả pedal steel guitar và Hammond organ để Wright có thể toàn tâm chơi piano (các keyboard được đặt ở chỗ khác khiến anh không thể chơi đồng thời). Pedal steel guitar của Gilmour vì thế cũng được bố trí ngay bên chiếc Hammond của Wright. Tới năm 1987, keyboard đi tour của nhóm Jon Carin phụ trách phần chơi Hammond. Thông thường, có 3 ca sĩ sẽ tham gia lĩnh xướng phần hát, mỗi người phụ trách một đoạn riêng biệt. Trong tour diễn 1974–75, phần hát này do 2 cựu thành viên nhóm The Blackberries là Venetta Fields và Carlena Williams đảm nhiệm.
Trong video trích từ Delicate Sound of Thunder, phần hát được chia sẻ giữa Rachel Fury, Durga McBroom và Margret Taylor. Clare Torry xuất hiện trong buổi diễn Knebworth '90. Trong album trực tiếp P•U•L•S•E (1995), Sam Brown, Durga McBroom và Claudia Fontaine phụ trách phần hát. Khi quản lý của Pink Floyd, Steve O'Rourke, qua đời vào năm 2003, Gilmour, Wright và Mason cùng nhau chơi "Fat Old Sun" và "The Great Gig in the Sky" tại đám tang của ông.

### Quảng cáo
Một đoạn ngắn video của ca khúc được sử dụng trong quảng cáo chuối cho hãng Dole vào năm 1974. Một bản thu phối khí lại của ca khúc cũng được chọn làm nhạc nền cho quảng cáo thuốc đau nhức Ibuprofen trên truyền hình Anh vào năm 1990. Pink Floyd không phải là ban nhạc chơi ấn bản này, song Clare Torry tham gia hát chính với Neil Conti chơi trống và Lati Kronlund chơi bass.
"Rick đã viết phần nhạc đó, cậu ấy biên soạn lại cho họ. Điều đó hợp lý đối với tác giả. Nếu tên tôi xuất hiện trong ca khúc thì việc này sẽ không bao giờ xảy ra. Tôi sẽ không chấp nhận điều đó. Nhưng đó là sản phẩm của Rick. Tôi không hề đồng ý về việc này, song tôi không có quyền gì để kiểm soát nó."— David Gilmour, phỏng vấn trên tạp chí Mojo, tháng 7 năm 1995

## Các bản hát lại
Trong album Dub Side of the Moon của nhóm nhạc reggea Easy Star All-Stars, có tới hai bản hát lại ca khúc này theo phong cách dub là "The Great Gig in the Sky" và "Great Dub in the Sky".
Một ấn bản hòa nhạc giao hưởng, hòa âm bởi Jaz Coleman, trình bày bởi Dàn nhạc giao hưởng London và chỉ huy bởi Peter Scholes, được xuất hiện trong album hòa tấu năm 1995 có tên Us and Them: Symphonic Pink Floyd.
Nhóm Phish cũng hát lại ca khúc này trong đĩa thứ ba của album Live Phish Vol. 7.
Ban nhạc The Squirrels tới từ Seattle thực hiện một album hài hước phỏng theo The Dark Side of the Moon có tên The Not-So-Bright Side of the Moon. Ca khúc "Great Gig" do ca sĩ Baby Cheevers trình bày sau khi tay guitar Joey Kline nói "Sorry, the girl didn't show up!".
Nhóm The Flaming Lips cũng hát lại ca khúc này trong ấn bản album tri ân The Dark Side of the Moon, và nữ ca sĩ Peaches trình bày phần hát của Torry, trong khi Henry Rollins dựng lại nội dung những đoạn phỏng vấn gốc.
Trong chuỗi hoạt động "Official Bootlegs: Covers", nhóm progressive metal Dream Theater đã trình diễn lại ca khúc này bên cạnh những ca khúc khác của album với Theresa Thomason phụ trách phần hát